# Тарифа за нотариалните такси
Тарифата за нотариалните такси (към Закона за нотариусите и нотариалната дейност) е одобрена с Постановление на Министерския съвет № 186 от 13 август 1998 г. (Обн., ДВ, бр. 95 от 14.08.1998 г., в сила от 15.08.1998 г., изм. и доп., бр. 5 от 19 януари 1999 г., бр. 39 от 26.05.2009).
Нотариалната тарифа е нормативен акт, въз основа на който са регламентирани параметрите – начин, размер и основание за заплащане на възнаграждение на нотариусите, за извършените от тях нотариални услуги, действия и разходвано време.
Настоящата тарифа е в сила от 1 юли 2009 г.

## Характеристики на нотариалната тарифа
Тарифата за нотариалните такси е с териториален обхват върху цялата територия на Република България. Характеризира се със задължителност и строга определеност на нотариалните такси в техния вид и размер.
Нотариусите са длъжни да събират точно и еднакво определената в тарифата сума, за конкретна предоставена от тях услуга. Нито повече, нито по-малко. Неспазването и на двете условия е нарушение на данъчното законодателство и на Етичния кодекс на нотариуса.

## Видове нотариални такси
Нотариалните такси са 3 вида – обикновени, пропорционални и според определения материален интерес.
Събират се още такси според разходваното време, разноски и допълнителни действия, като например посещение извън нотариалната кантора.
Нотариалните такси се дължат поотделно за подготовката на проект на документ и за самото нотариално удостоверяване.

## Данък добавена стойност
Нотариусите са задължени да начисляват и събират данък върху добавената стойност към размера на услугата, предвиден в Нотариалната тарифа. Размерът на ДДС е 20%.

## Фиск
Държавният и местните бюджети се попълват пряко от: местни данъци и такси, събирани от нотариусите (съгласно ЗМДТ); с държавни и съдебни такси; с данък общ доход; с ДДС.

## Сметка-фактура
Срещу полученото възнаграждение нотариусът издава единен документ сметка-фактура по образец. Нотариусите не издават фискален бон.

## Честота на промяна на тарифата
Нотариалната тарифа се изменя рядко, на около десет години. Действащата тарифа е втората, от 1998 г. насам.